# Philipp Heinrich Pastor

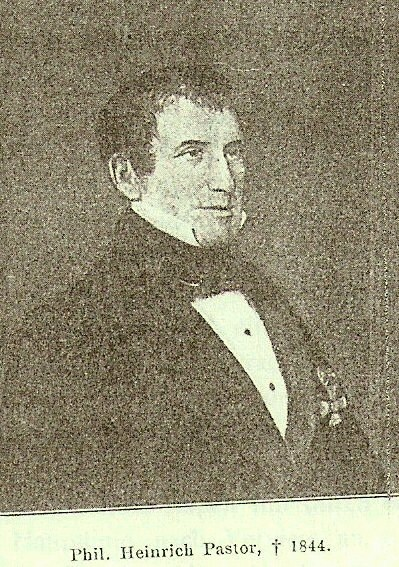

Philipp Heinrich Pastor (* 29. September 1787 in Burtscheid; † 30. August 1844 in Aachen) war ein deutscher Tuch- und Nadelfabrikant und Präsident der Industrie- und Handelskammer Aachen.

## Leben und Wirken
Der Sohn des Tuch- und Nadelfabrikanten Wilhelm Anton Pastor (1755–1818) und der Katharina Elisabeth Fabricius (1758–1829) sowie Vetter des in Belgien tätigen Industriellen Konrad Gustav Pastor durchlief nach seiner Schulzeit ebenfalls eine Ausbildung zum Tuch- und Nadelhersteller. Anschließend übernahm er zunächst den gemischten Familienbetrieb „Gotthard Pastor, Peters Sohn“, konzentrierte sich aber alsbald ausschließlich auf die Nadelproduktion, welche er dann auch zu einem rasanten Aufschwung führte. Im Jahre 1827 wurde ihm auf der Industrieausstellung in Aachen die goldene Denkmünze verliehen. In den nächsten Jahren konnte er mit aus England eingeführten Maschinen die Produktion weiter steigern und erhielt durch Kabinettsorder vom 6. März 1828 die Berechtigung, auf seinen Produkten das preußische Wappen zu führen. 
Dabei war Pastor auch selbst innovativ tätig und erfand einen so genannten Exhaustor, für den er mit Wirkung vom 7. Mai 1834 ein 15-jähriges preußisches Landespatent erhielt. Mit diesem Saug- und Entlüftungsapparat, der die Bearbeitungsstäube, die beim Schleifen der Nadeln entstanden, absaugte, wurde die Arbeit effektiver und erträglicher und Pastor sorgte damit europaweit für Aufsehen. Die Auswirkungen zeigten sich 1844 in England, wo es zu heftigen Arbeitskämpfen im Zusammenhang mit der dort geplanten Einführung eines vergleichbaren Exhaustors kam. Trotz der erheblichen gesundheitlichen Vorteile befürchteten die englischen Nadelschleifer dadurch den Abzug der ihnen bislang gezahlten Gefahrenzulage, was auf die allgemein ungünstigen Lohnverhältnisse in diesem Gewerbezweig schließen ließ.
Neben seinem beruflichen Engagement widmete Pastor einen Großteil seiner Zeit öffentlichen und ehrenamtlichen Aktivitäten. So gehörte er unter anderem zusammen mit seinem Bruder Johann Friedrich Pastor (1784–1866) zu den dreizehn Mitgliedern des Ausschusses, der unter der Leitung von David Hansemann am 9. August 1824 den Gründungsakt der Aachener Feuerversicherungs-Gesellschaft, der heutigen AachenMünchener, vollzog, und dem sein Bruder anschließend bis 1866 als Direktionsmitglied vorstand. Gemeinsam mit Johann Friedrich, Hansemann und Anderen gehörte Philipp Heinrich Pastor 1834 auch zu den Gründungsmitgliedern des Aachener Vereins zur Beförderung der Arbeitsamkeit, in dem er dann unter dem Vorsitz von Hansemann Direktionsmitglied wurde. Nach Philipp Heinrichs Tod 1844 übernahm ein entfernter Verwandter, Kommerzienrat Gottfried Pastor (1809–1866), diese Position, wogegen sein Bruder Johann Friedrich nach dem Ausscheiden Hansemanns zum Vorsitzenden gewählt wurde. Darüber hinaus war Philipp Heinrich seit 1834 noch Mitglied der reorganisierten Handelskammer zu Aachen, deren Präsidentschaft er ab 1841 übernahm.
Den größten Verdienst für die Regio Aachen erwarb Pastor aber bei der Planung der neuen Eisenbahnlinie von Köln nach Lüttich. Die Rheinische Eisenbahngesellschaft favorisierte zunächst eine Umgehung Aachens. Erst durch den massiven Einsatz und die konkreten Streckenvorschläge Pastors sowie durch Intervention des ihm mittlerweile freundschaftlich verbundenen amtierenden Präsidenten der Aachener Handelskammer, David Hansemann und des Aachener Regierungspräsidenten Adolf Heinrich Graf von Arnim-Boitzenburg sowie anderer einflussreicher Persönlichkeiten, gelang es aber dann, per königlichem Bescheid vom 12. Februar 1837 die Genehmigung für den Streckenverlauf durch und über Aachen zu erhalten. Nun konnte der notwendige Neubau sowohl des Königsdorfer Tunnels bei Horrem und der Ronheider Rampe als auch des gesamten Verlaufs der Strecke von Aachen nach Lüttich erfolgen. Noch im gleichen Jahr wurde Pastor daraufhin zum Direktoriumsmitglied der Rheinischen Eisenbahngesellschaft gewählt. Rechtzeitig und nur ein Jahr vor seinem Tod konnte Pastor schließlich im Jahre 1843 die Freigabe der neuen Strecke noch erleben.
Für diesen persönlichen Einsatz, aber auch für seine gesamte Lebensleistung erhielt er am 20. Juli 1842 den Roten Adlerorden 3. Klasse mit Schleife, nachdem ihm bereits 1836 der Rote Adlerorden der 4. Klasse verliehen worden war. In Gedenken an seine Leistungen wurde in Aachen der Pastorplatz nach ihm benannt.

## Familie
Philipp Heinrich Pastor war mit Johanna Wilhelmine Henriette Lindgens (1799–1876) verheiratet, mit der er eine Tochter und sechs Söhne hatte. Einer seiner Söhne, Peter Heinrich Gotthard Pastor (1826–1892), wanderte nach New York City aus und errichtete dort das Importhaus „Pastor & Hardt“. 
Ein anderer Sohn, Rudolf Arthur Pastor (1828–1892) übernahm die väterliche Nadelfabrik, wurde zum kgl. preußischen Kommerzienrat befördert und war Mitglied in zahlreichen Aufsichts- und Verwaltungsräten.